# Prix Bungeishunjū
Le prix Bungeishunjū du manga (文藝春秋漫画賞, Bungeishunjū Manga Shō) est un prix annuel japonais de mangas établi en 1955 et attribué par l'éditeur Bungeishunjū pour les gags, les yonkoma, one-panel et les mangas satiriques,. Le prix est également décerné pour les travaux, considérés comme les magnum opus des mangakas.
Bungeishunjū a cessé d'attribuer le prix en 2002,.

## Liste des lauréats
| #  | Année | Artiste             | Ouvrage |
| -- | ----- | ------------------- | --- |
| 1  | 1955  | Rokurō Taniuchi     | The Accidental Child (行ってしまった子, Okonatte Shimatta Ko)                                                               |
| 2  | 1956  | Yukio Sugiura       | pour son manga satirique d'après-guerre                                                                                     |
| 3  | 1957  | Yoshirō Katō        | Yoshirō Best Manga Works Collection (芳郎傑作漫画集, Yoshirō Kessaku Manga Shū)                                             |
| 4  | 1958  | Yōji Kuri           | Kuri Yōji Manga Collection (久利洋次漫画集, Kuri Yōji Manga Shū)                                                            |
| 5  | 1959  | Shinta Chō          | The Talking Tamagoyaki (おしゃべりなたまごやき, Oshaberi na Tamagoyaki)                                                     |
| 6  | 1960  | Kenji Ogiwara       | pour ses mangas historiques jidaigeki)                                                                                      |
| 7  | 1961  | Fuyuhiko Okabe      | Acchan (アッちゃん) et Baby Gang (ベビー・ギャング, Bebī Gyangu)                                                            |
| 8  | 1962  | Machiko Hasegawa    | Sazae-san |
| 9  | 1963  | Mitsuo Mutsuura     | pour un reportage sur la gravure                                                                                            |
| 10 | 1964  | Hidetoshi Umeda     | Asahi Graph (朝日グラフ, Asahi Gurafu) (série)                                                                              |
| 11 | 1965  | Yōsuke Inoue        | pour ses mangas absurdes |
| 12 | 1966  | Sanpei Satō         | Asakaze-kun (アサカゼ君) et Fuji Santarō (フジ三太郎)                                                                       |
| 12 | 1966  | Kazu Kuroiwa        | Eye for Eye |
| 13 | 1967  | Keiichi Makino      | Keiichi Makino Manga Collection (牧野圭一漫画集, Makino Keiichi Manga Shū)                                                  |
| 14 | 1968  | Kō Kojima           | Nihon no Kaa-chan (日本のおかあちゃん) et 7-8=1                                                                             |
| 15 | 1969  | Makoto Wada         | pour la ressemblance de ses illustrations                                                                                   |
| 15 | 1969  | Yoshiji Suzuki      | pour sa période manga et manga pour adultes                                                                                 |
| 16 | 1970  | Sadao Shōji         | Tanma-kun (タンマ君) et Shin Manga Bungaku Senshū (新漫画文学全集)                                                          |
| 17 | 1971  | Shōji Yamafuji      | Chūshō (抽象), Erotopia (エロトピア), et Sesō Aburidashi (世相あぶり出し)                                                   |
| 17 | 1971  | Shigehisa Sunagawa  | Yoraba Kiru (寄らば斬る), Jūbē (ジュウベー), et Tempura Western (テンプラウエスタン)                                        |
| 18 | 1972  | Fujio Akatsuka      | Tensai Bakabon (ja) (天才バカボン)                                                                                          |
| 18 | 1972  | Kunihiko Hisa       | War: The Manga Annals of the Pacific Ocean (戦争-漫画太平洋戦史, Sensō: Manga Taiheiyō Senshi)                              |
| 19 | 1973  | Noboru Baba         | Baku-san (バクさん) et 11-biki no Neko to Ahōdori (11ぴきのねことあほうどり)                                                |
| 19 | 1973  | Haruo Kobayashi     | Hitokuchi Manga (ヒトクチ漫画)                                                                                              |
| 20 | 1974  | Yū Takita           | Enka Kyōkyakkei (怨歌橋百景) etautres                                                                                       |
| 20 | 1974  | Tokū Ogura          | Manga Postcard Gallery (マンガはがきギャラリー, Manga Hagaki Gyararī)                                                       |
| 21 | 1975  | Osamu Tezuka        | Buddha (ブッダ, Budda) et Dōbutsu Tsurezure Sō (動物つれづれ草)                                                             |
| 21 | 1975  | Ryūzan Aki          | Qh Jarīzu! (Qhジャリーズ!) et Nohhohon-san (ノッホホン氏)                                                                   |
| 22 | 1976  | Shunji Sonoyama     | Gyātoruzu (ギャートルズ) et autres                                                                                          |
| 22 | 1976  | Hideo Takeda        | Monmon (もんもん) |
| 23 | 1977  | Shigeo Fukuda       | pour l'humour manga dérivé de la vie à la maison et des jouets                                                              |
| 23 | 1977  | Takao Kusahara      | Midnight Lullaby (真夜中の子守歌, Mayonaka Komoriuta) et autres                                                             |
| 24 | 1978  | Mad Amano           | pour ses œuvres parodiques combinant des photos et dessins                                                                  |
| 24 | 1978  | Masahiro Nikaidō    | Nikaidō Masahiro Ten (二階堂正宏展) et autres                                                                               |
| 25 | 1979  | Taku Furukawa       | The Takun Humor (ザ・タクン・ユーモア, Za Takun Yūmoa)                                                                      |
| 25 | 1979  | Akiyoshi Shimazoe   | Ugoku Illust - Mokuzō Omocha (動くイラスト・木造玩具)                                                                       |
| 25 | 1979  | Gajin Tokuno        | Furenzokutai (不連続体) |
| 26 | 1980  | Shinsuke Maekawa    | Nakamachi Ginza Shōtengai (中町銀座商店街)                                                                                  |
| 27 | 1981  | Ajin Noda           | Paper Illustration (ペーパーイラストレーション, Pēpā Irasutorēshon)                                                         |
| 27 | 1981  | Tsunemi Kudō        | Tsupparasāru Gakuen (ツッパラサール学園)                                                                                    |
| 28 | 1982  | Shin Yamada         | pour ses dessins de presse et autres                                                                                        |
| 28 | 1982  | Yamato Suzuki       | Ai MY Tenrankai (哀MY展覧会)                                                                                                |
| 28 | 1982  | Masashi Ueda        | Furiten-kun (en), Masashi-kun (まさし君), et Kariage-kun (かりあげクン)                                                     |
| 29 | 1983  | Yasuji Tanioka      | pour son sens de l'absurde et ses gags manga                                                                                |
| 29 | 1983  | Iwao Hashimoto      | Dotera Neko (どてらネコ) |
| 30 | 1984  | Haruo Takahashi     | Iwayuru Hitotsu no Chō-san Shugi (いわゆるひとつのチョーさん主義) et Hyōkin Channel (ひょうきんチャンネル, Hyōkin Channeru) |
| 30 | 1984  | Tokutarō Chiba      | Itoshi no Tanaka Kakuei-sama (いとしの田中角栄さま) et Hyōryū (漂流)                                                        |
| 31 | 1985  | Hisaichi Ishii      | pour ses manga absurdes |
| 31 | 1985  | Sō Nishimura        | Sarari-kun (サラリ君) |
| 32 | 1986  | prix non attribué   | prix non attribué |
| 33 | 1987  | Seizō Watase        | Phillip, P.I. (私立探偵フィリップ, Shiritsu Tantei Firippu)                                                                 |
| 33 | 1987  | Shigeki Andō        | Yacchan no Kachi! (ヤッちゃんの勝ち!)                                                                                       |
| 34 | 1988  | Hinako Sugiura      | Fūryū Edo Suzume (風流江戸雀)                                                                                               |
| 35 | 1989  | Katsuhiko Hotta     | Obatarian (en) |
| 36 | 1990  | Satoshi Kozuki      | Parano Tengoku (パラノ天国)                                                                                                 |
| 36 | 1990  | Kojirō              | Buttama Gerira (ぶったまゲリラ)                                                                                             |
| 37 | 1991  | Sensha Yoshida      | Utsurun Desu. (伝染るんです。)                                                                                              |
| 38 | 1992  | Hisashi Eguchi      | Hisashi Eguchi's Dynamite Dinner Show (江口寿史の爆発ディナーショー, Eguchi Hisashi no Bakuhatsu Dinā Shō)                  |
| 38 | 1992  | Tatsuya Nakazaki    | Problem Salaryman (問題サラリーMAN, Mondai Sarariman)                                                                       |
| 39 | 1993  | prix non attribué   | prix non attribué |
| 40 | 1994  | Keisuke Yamashina   | C-class Salaryman Course (C級さらりーまん講座, Shīkyū Sarariman Kōza) et Chūryū Zukan (中流図鑑)                            |
| 41 | 1995  | Miki Tori           | Tōku e Ikitai (遠くへいきたい)                                                                                              |
| 42 | 1996  | Eiko Kera           | Atashin'chi (en) |
| 42 | 1996  | Mitsuru Yaku        | Yaku Mitsuru no Sanmen Manga (やくみつるの三面マンガ) et Oni no Yaku Medama (オニのやく目玉)                                |
| 43 | 1997  | Hiroshi Kurogane    | Shinsengumi (新撰組) |
| 43 | 1997  | Rieko Saibara       | Bokunchi (ぼくんち) |
| 44 | 1998  | Sunao Hari          | pour la ressemblance de ses illustrations                                                                                   |
| 44 | 1998  | Tsuyoshi Ōhashi     | Kaishain no Melody |
| 45 | 1999  | Yoshihiro Koizumi   | Buddha and Shittaka Buddha (ブッダとシッタカブッダ, Budda to Shittaka Budda)                                                |
| 45 | 1999  | Q.B.B.              | Junior High Student Diary (中学生日記, Chūgakusei Nikki)                                                                    |
| 46 | 2000  | Kotobuki Shiriagari | Jiji Oyaji 2000 (時事おやじ2000) et Yuruyuru Oyaji (ゆるゆるおやじ)                                                         |
| 46 | 2000  | Nawoki Karasawa     | Dennōen (電脳炎) |
| 47 | 2001  | Dragon Odawara      | Kogal Sushi (コギャル寿司, Kogyaru Sushi)                                                                                   |
| 47 | 2001  | Akihiro Kikuchi     | Mekappi Kibochimaru (メカッピキポチ丸)                                                                                      |

Sources:,

## Source de la traduction
- (en) Cet article est partiellement ou en totalité issu de l’article de Wikipédia en anglais intitulé « Bungeishunjū Manga Award » (voir la liste des auteurs).